# 杨朴 (元朝)
杨朴（？—1354年），字文素，元朝官员，河南人。
杨朴早年以文学得推选为吏，官至滁州全椒县尹。滁州靠近庐江，红巾军攻陷庐江，滁州震动。行省参政也先在滁州总兵，不理军事，只是纵情饮酒，到了晚上，城门不锁，红巾军入城纵火，也先正在张烛挥杯，急忙逾城出走。杨朴知道必死，于是尽杀其妻女，穿朝服坐堂上。红巾军迫降他，杨朴指着妻女说：“我已戕杀亲属，想要死于官守！”连声唾骂。红巾军把他捆起来，倒悬树上，割其肉至尽，他大骂不绝。《元史·忠义传》称攻克滁州的是盗、贼、寇，但根据《明史·太祖本纪》攻克滁州的正是朱元璋。